# رينيه كوش
رينيه كوش (بالفرنسية: René Koch)‏ هو لاعب رماية فرنسي، (و. 1895 – 1978 م).

## وصلات خارجية
- رينيه كوش على موقع أوليمبيديا (الإنجليزية)